# 33205 Graigmarx
33205 Graigmarx è un asteroide della fascia principale. Scoperto nel 1998, presenta un'orbita caratterizzata da un semiasse maggiore pari a 3,1177617 UA e da un'eccentricità di 0,1011734, inclinata di 0,45369° rispetto all'eclittica.